# Fossarus erythraoensis
Fossarus erythraoensis là một loài ốc biển, là động vật thân mềm chân bụng sống ở biển thuộc họ Planaxidae.